# Otón II de Baviera
Otón II el Ilustre (7 de abril de 1206 en Kelheim-29 de noviembre de 1253 en Landshut) miembro de la casa de Wittelsbach fue desde 1231 hasta 1253 duque de Baviera y desde 1214 hasta 1253 conde palatino del Rin.

## Biografía
Otón era hijo del duque Luis I de Baviera y Ludmila de Bohemia, la viuda del conde Alberto III de Bogen. Otón fue comprometido a la edad de seis años con Inés del Palatinado († 1267), nieta del duque Enrique el León y Conrado de Hohenstaufen y la heredera del condado Palatino del Rin (más tarde el Electorado del Palatinado). Luis I, el padre de Otón había obtenido del Palatinado en 1214 como un feudo. 
Con este matrimonio, la casa de Wittelsbach heredó Palatinado y lo mantuvo como una posesión Wittelsbach hasta 1918. Desde entonces también el león se ha convertido en un símbolo heráldico del escudo de armas de Baviera y el Palatinado.
Sucedió a su padre en 1231 como duque de Baviera.
Otón adquirió las ricas regiones de Bogen en 1240, y Andechs y Ortenburg en 1248 como posesiones de los Wittelsbach y amplió de esta manera su base de poder en Baviera. Con el condado de Bogen el Wittelsbach adquirió también el color blanco y azul de los rombos de la bandera, que desde entonces ha sido la bandera de Baviera (y del Palatinado).
Después de que se puso fin a una disputa con el emperador Federico II, se unió al partido Hohenstaufen en 1241. Su hija, Isabel, se casó con el hijo de Federico, Conrado IV. Debido a esto, Otón fue excomulgado por el Papa.
Otón murió en 1253 en Landshut y fue enterrado en el monasterio benedictino de Scheyern. Una placa conmemorativa a él fue grabada en el Walhalla cerca de Ratisbona.

## Descendencia
Otón se casó en Worms en mayo de 1222, con Inés del Palatinado, hija de Enrique V del Palatinado (hijo de Enrique el León) y de Inés de Hohenstaufen. Sus hijos fueron:
1. Luis II, duque de Baviera (13 de abril de 1229, Heidelberg-2 de febrero de 1294, Heidelberg).
2. Enrique XIII, duque de Baviera (19 de noviembre de 1235, Landshut -3 de febrero de 1290, Burghausen).
3. Isabel de Baviera, Reina de Alemania (c. 1227, Landshut-9 de octubre de 1273), casada en 1246 en Vohburg con Conrado IV de Alemania; y en segundas nupcias en 1259 en Múnich con el conde Meinhard II de Gorizia-Tirol, duque de Carintia.
4. Sofía (1236, Landshut-9 de agosto de 1289, el castillo de Hirschberg), casada en 1258 con el conde Gerhard IV de Sulzbach y Hirschberg.
5. Inés (c. 1240-c. 1306). Monja en la Abadía Seligenthal.

| Predecesor: Luis I de Baviera | Duque de Baviera 1231-1253            | Sucesor: Luis II y Enrique XIII |
| Predecesor: Luis I de Baviera | Conde palatino del Rin 1214/1228-1253 | Sucesor: Luis II y Enrique XIII |

## Literatura
- Sigmund Ritter von Riezler: Otto II., Herzog von Baiern. In: Allgemeine Deutsche Biographie (ADB). Band 24, Duncker & Humblot, Leipzig 1887, S. 647–651.
- Max Spindler, Andreas Kraus: Die Auseinandersetzungen mit Landesadel, Episkopat und Königtum unter den drei ersten wittelsbachischen Herzögen (1180–1253). In: Andreas Kraus (Hrsg.): Das Alte Bayern. Der Territorialstaat vom Ausgang des 12. Jahrhunderts bis zum Ausgang des 18. Jahrhunderts. 2. Auflage. C. H. Beck, München 1988, ISBN 3-406-32320-0, S. 7–52, insbesondere S. 28–29, 35–52 (Handbuch der bayerischen Geschichte, Band II).
- Wilhelm Störmer: Otto II. der Erlauchte. In: Neue Deutsche Biographie (NDB). Band 19, Duncker & Humblot, Berlín 1999, ISBN 3-428-00200-8, S. 673 f. (Digitalizado).